# Heidemarie Wycisk

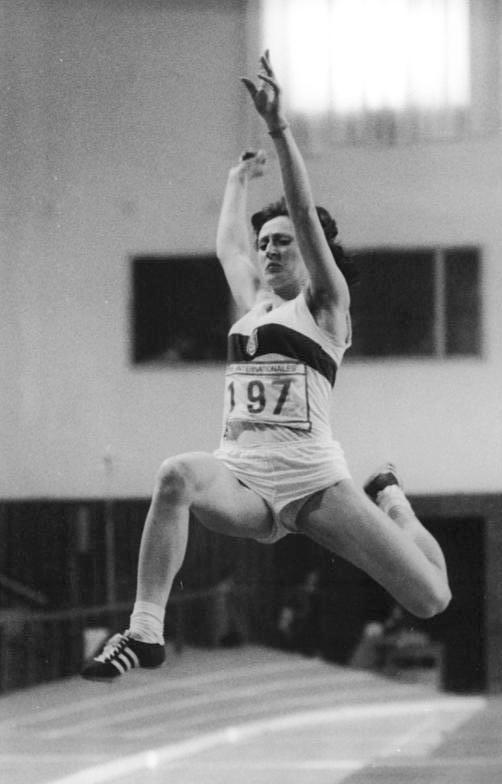
Heidemarie Wycisk im Februar 1975

Heidemarie „Heidi“ Wycisk (* 2. Februar 1949 in Groß Marzehns als Heidemarie Räbiger) ist eine ehemalige Leichtathletin aus der Deutschen Demokratischen Republik (DDR). 1977 gewann sie die Bronzemedaille im Weitsprung bei den Halleneuropameisterschaften.
Sie begann mit dem Training in der Schulzeit und hatte erste Erfolge im Weitsprung als Schülerin bei den Pioniermeisterschaften 1964 und bei der I. Kinder- und Jugendspartakiade 1966, wo sie mit 5,66 m siegte.
1969 belegte sie als Heidi Räbiger den zweiten Platz bei den DDR-Meisterschaften im Weitsprung hinter Kristina Hauer, 1972 belegte sie den dritten Platz. In der Halle wurde sie 1971 und 1972 Dritte. 
Nach einer längeren Wettkampfpause kehrte sie 1975 als Heidi Wycisk zurück, bei den DDR-Hallenmeisterschaften belegte sie den zweiten Platz hinter Marianne Voelzke. 1976 erreichte sie in der Halle den dritten Platz, im Freien wurde sie mit 6,67 m Vizemeisterin hinter Angela Voigt. Bei den Olympischen Spielen 1976 in Montreal siegte Voigt mit 6,72 m, Wycisk belegte mit 6,39 m den siebten Platz. 1977 fuhr Heidi Wycisk als DDR-Hallenmeisterin zu den Halleneuropameisterschaften nach San Sebastián, mit 6,40 m gewann sie Bronze hinter Jarmila Nygrýnová aus der Tschechoslowakei und Ildikó Erdélyi aus Ungarn. Im Freien wurde Wycisk 1977 mit persönlicher Bestleistung von 6,76 m Zweite bei den DDR-Meisterschaften hinter Brigitte Künzel. 1978 gewann sie ihren zweiten DDR-Hallentitel, bei den Halleneuropameisterschaften in Mailand belegte sie mit 6,38 m den fünften Platz. Nach einem dritten Platz bei den DDR-Meisterschaften fuhr sie nach Prag zu den Europameisterschaften und belegte dort den achten Platz mit 6,44 m.
Ihre Bestleistung blieben die 6,76 m, die sie 1977 in Dresden sprang. Heidemarie Wycisk startete für den SC Chemie Halle, bei einer Körpergröße von 1,69 m betrug ihr Wettkampfgewicht 60 kg. In den nach der Wende öffentlich gewordenen Unterlagen zum Staatsdoping in der DDR fand sich bei den gedopten Sportlerinnen auch der Name von Wycisk. Sie war gelernte Facharbeiterin für Datenverarbeitung. 